# Eublemma dyscapna
Eublemma dyscapna là một loài bướm đêm trong họ Erebidae.